# Родригес, Арлей
Арлей Хосе Родригес Хенри (исп. Arley José Rodríguez Henry; 13 февраля 1993, Сан-Андрес) — колумбийский футболист, нападающий клуба «Депортиво (Перейра)».

## Карьера

### Клубная карьера
Родился и начал играть в футбол на острове Сан-Андрес в Карибском море. В 2006 году, выступая за детскую сборную острова, был замечен скаутами клуба «Атлетико Насьональ». В составе его юношеской команды в 2010 году стал лучшим бомбардиром чемпионата провинции Антьокья среди ровесников. Во взрослой команде дебютировал 18 сентября 2011 года в матче чемпионата Колумбии против «Атлетико Уила», выйдя на замену на 83-й минуте вместо Хуана Дюке. В течение следующих двух лет не привлекался к основному составу клуба, сыграв за это время только один кубковый матч в 2013 году. В то же время выступал за молодёжную (U19) команду своего клуба и за два года (2011—2012) забил 37 голов в 34 официальных матчах. В июле 2013 года отдан в полугодичную аренду в испанский «Эльче», тренировался с его дублирующим составом и в официальных матчах не играл.
Весной 2014 года форвард был отдан в аренду в клуб Примеры B «Атлетико» (Кали) (в то время назывался «Депор Агуабланка»), за половину сезона принял участие в 13 матчах и забил 4 гола. В своем дебютном матче за клуб сделал дубль в ворота «Льянерос» (2:0). В июне 2014 года перешёл, также на правах аренды, в другой клуб Примеры B — «Леонес Ураба», в его составе сыграл 24 матча и забил 4 мяча.
В 2015 году отдан в годичную аренду в клуб высшего дивизиона Колумбии «Альянса Петролера». 4 мая 2015 года в игре против «Индепендьенте Медельин» забил свой первый гол на высшем уровне. Всего за сезон сыграл 34 матча и забил 5 голов.
В 2016 году включён в основной состав «Атлетико Насьональ». Весной 2016 года форвард выходил на поле только в матчах чемпионата Колумбии, а в Кубке Либертадорес, где его команда стала победителем, не выступал.

### Карьера в сборной
В июле 2016 года включён в состав олимпийской сборной Колумбии для участия в Олимпиаде в Рио-де-Жанейро. В первоначальный список футболист не попал, но позднее заменил травмированного Андреса Рентерия.

### Личная жизнь
Старший брат игрока, Анхело Родригес (род. 1989) также профессиональный футболист, выступает на позиции нападающего.